# Marc Zender
Pour les articles homonymes, voir Zender.
Marc Zender est un anthropologue, un épigraphiste et un linguiste américain. Il est connu pour son travail sur l'écriture hiéroglyphique maya. En 2014, il devient professeur adjoint d'anthropologie à l'université Tulane et affilié de recherche à la Middle American Research Institute (en).

## Biographie
Le professeur Zender est titulaire d'un baccalauréat universitaire ès lettres et d'un master en anthropologie délivrés respectivement en 1997 et 1999  par l'université de la Colombie-Britannique. En 2004, il obtient son doctorat en archéologie, à l'université de Calgary.
En tant que linguiste, il étudie des langues mésoaméricaines contemporaines et attestées historiquement afin de reconstruire des stades plus anciens de ces langues, pour mieux les comparer aux écritures anciennes de la région.
En tant qu'épigraphiste et archéologue, son travail se concentre sur le décryptage et l'interprétation en cours de ces systèmes d'écriture, et en particulier, l'étude de leurs origines, leur développement, et l'abandon éventuel au cours de l'ère coloniale. Le professeur Zender enseigne des cours de linguistique historique, d'écriture hiéroglyphique maya et de plusieurs langues indiennes mésoaméricaines tels que le ch'orti', le maya yucatèque, le nahuatl classique (en) et le nahuatl Chicontepec.

## Distinctions
- Peabody Museum Research Grant, musée Peabody d'archéologie et d'ethnologie, université Harvard, 2010-2011
- Certificate of Distinction for Excellence in Teaching, université Harvard, 2007, 2008, 2009, 2010
- Ralph Steinhauer Award of Distinction, Alberta Heritage Scholarship Fund, 2002

## Publications
- (en) Diacritical Marks and Underspelling in the Classic Maya Script : Implications for Decipherment (M.A. Thesis), Department of Archaeology, University of Calgary, 1999
- (en) « On the Morphology of Intimate Possession in Mayan Languages and Classic Mayan Glyphic Nouns », dans Søren Wichmann, The Linguistics of Maya Writing, Salt Lake City, University of Utah Press, 2004

- (en) Jason Yaeger, Christophe Helmke, Kathryn Brown, Marc Zender, Bernadette Cap, Christie Kokel Rodriguez, Sylvia T Batty, « Two Early Classic Elite Burials from Buenavista del Cayo, Belize », Research Reports in Belizean Archaeology, vol. 12,‎ 2015, p. 181-191 (lire en ligne)